# Col des Chavannes
Il Col des Chavannes (2.603 m s.l.m. ) è un valico alpino che si trova in Valle d'Aosta. Collega il vallone di La Thuile con la val Veny.

## Caratteristiche

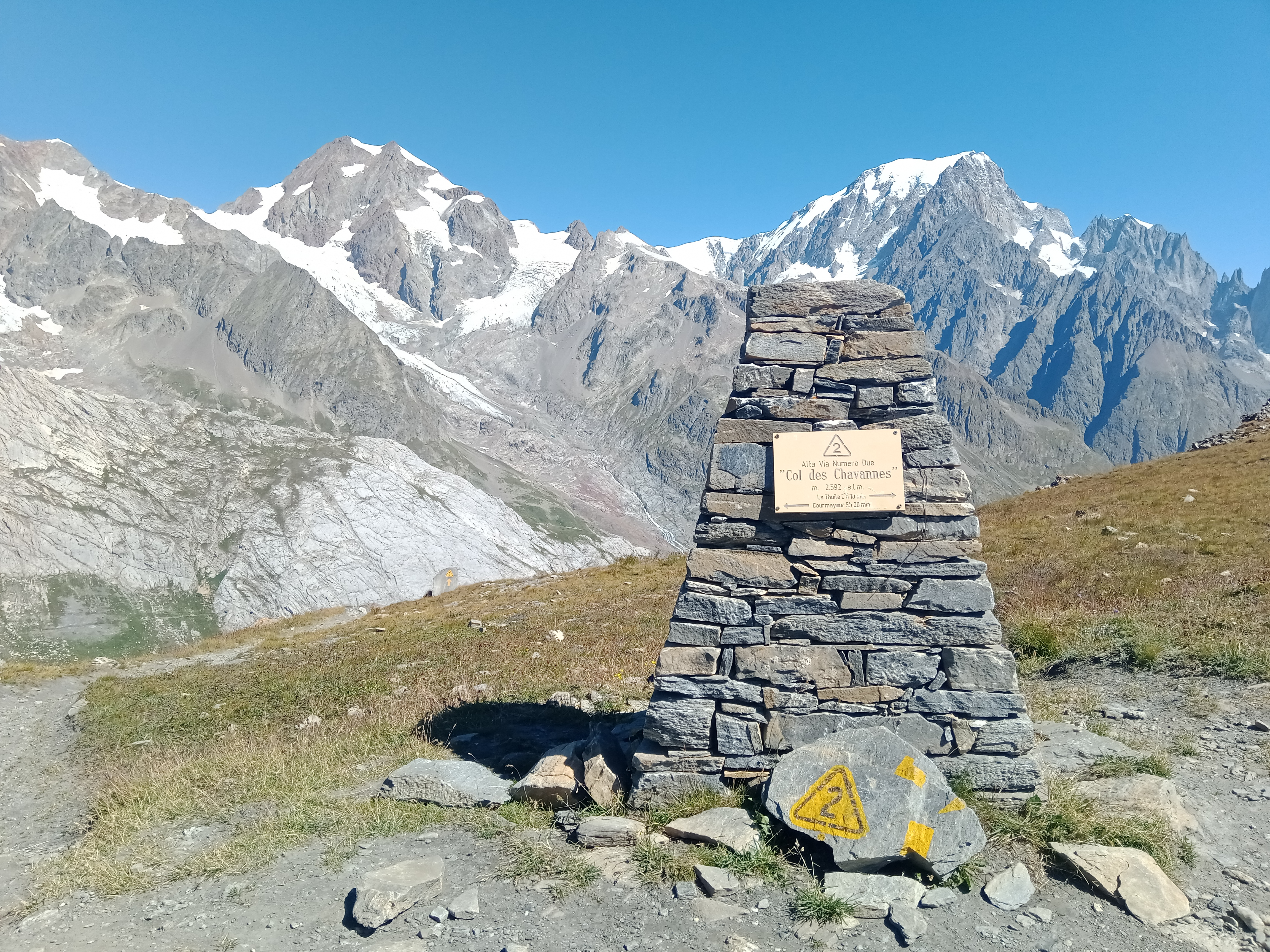
Pilastro al colle.

Il colle si trova lungo la cresta di montagne che separa la val Veny dal vallone di La Thuile.
Si trova lungo il percorso dell'Alta via della Valle d'Aosta n. 2.

## Accesso al colle
Da La Thuile si sale acora fino alla località Porassey. Di qui per sentiero si raggiunge il colle.
Dalla Val Veny si può salire al colle partendo dal rifugio Elisabetta.